# Marija Bajzek Lukač
Marija Bajzek Lukač (madžarsko: Lukácsné Bajzek Mária) slovenska jezikoslovka, pisateljica in profesorica slovenščine na Madžarskem. * 24. januar, 1960, Monošter.
Otroška leta je preživela na Gornjem Seniku, v Porabju. Med 1974 in 1978 je srbohrvaščino študirala v Budimpešti. Od l. 1978 je študirala v Ljubljani. Leta 1983 je dobila svojo diplomo iz slovenščine in srbohrvaščine. Do l. 1988 je bila urednica časopisa Narodne novine. Leta 2004 je doktorirala v Budimpešti.
Deluje na slavističnem oddelku univerze ELTE (Eötvös Lóránd Tudományi Egyetem). Njen soprog je István Lukács, profesor slavistike.
V svojih člankih, knjigah in disertacijah razpravlja o slovenščini, prekmurščini in porabskem narečju. Napisala je slovar gornjeseniškega govora (2009). 2010 je izdala madžarski prevod člankov Marka Jesenška o prekmurščini in o zgodovini slovenskega knjižnega jezika pod naslovom Prekmuriana.